# Milan Bjegović
Milan Bjegović (in serbo Милан Бјеговић?; Belgrado, 13 febbraio 1981) è un ex cestista serbo.

## Palmarès
- Coppa di Jugoslavia: 1

Partizan Belgrado: 2000